# Бурымня
Бурымня (укр. Буримня) — левый приток реки Удая, протекающий по Прилукскому району (Черниговская область).

## География
Длина — 13 км.
Река берёт начало южнее села Буромка. Река течёт на северо-восток, затем северо-запад. Впадает в реку Удай на болоте Удай южнее села Вишнёвка.
Русло слабоизвилистое. На реке создано несколько прудов.
Пойма частично занята лесами (доминирование дуба и сосны).
В реку впадают безымянные ручьи.

## Населённые пункты
Населённые пункты на реке (от истока к устью):
1. Буромка
2. Шиловичи